# Willem Venerius
Willem Venerius (1950), is een Nederlands astroloog en I Tjing kenner. Venerius was bestuurslid van Stichting Arcturus en redacteur van het astrologisch kwartaalblad Spica (gedurende enkele jaren eindredacteur).

## Verhoging en val
Venerius is vooral bekend geworden door een omvangrijk onderzoek naar de astrologische begrippen Verhoging en Val. Astrologen kennen waarde toe aan planeten in bepaalde posities en noemen dat Verhoging of val van een planeet. Venerius onderzocht deze begrippen zowel inhoudelijk als historisch. De theorieën die astrologen naar voren brachten om de begrippen Verhoging en Val te verklaren weerlegde hij. Wel vond hij aanknopingspunten in een historische verklaring zoals al in 1910 gegeven door Albert Kniepf. Hierbij wordt een relatie gelegd tussen een Perzische feestkalender en de posities voor Verhoging en Val. 

## Thomas Ring
Venerius was een promotor van het werk van de Duitse astroloog Thomas Ring. Hij vertaalde verschillende artikelen en twee boeken van Ring. 

## I Tjing
Naast astrologie bestudeerde Venerius de I Tjing. In het astrologisch tijdschrift Spica publiceerde hij meerdere artikelen over de relatie tussen I Tjing en astrologie. Ook schreef hij een handleiding over de I Tjing: Lijn in de I Tjing.

## Stripverhalen
In het begin van de jaren tachtig van de twintigste eeuw onderzocht Venerius het gebruik van astrologie in stripverhalen. Daarover schreef hij in Spica. In 2007 publiceerde hij een uitgebreide vervolgstudie naar het werk van Marten Toonder onder de titel Heer Bommel en het para-abnormale, over de magie in de Bommelsaga. Hij onderzocht het gebruik van occulte elementen in de verhalen van Toonder, met name in het verhaal Het booroog; niet alleen astrologie maar ook onder meer magie, alchemie en I Tjing.

## Zielsverduistering
In zijn debuutroman Zielsverduistering integreert Venerius occulte, magische en astrologische elementen. De roman is opgebouwd rond een jongeman die zich verdiept in astrologie en andere occulte onderwerpen en daarmee problemen oproept die hij uiteindelijk niet meer kan hanteren.